# Emma (televizní film, 1996)
Emma (org. Emma) je televizní zpracování stejnojmenného románu anglické spisovatelky Jane Austenové z roku 1996.

## Obsazení
| Kate Beckinsale | Emma Woodhouse |
| Bernard Hepton  | p. Woodhouse   |
| Mark Strong     | p. Knightley   |
| Samantha Bond   | pí Weston      |
| James Hazeldine | p. Weston      |
| Samantha Morton | Harriet Smith  |
| Olivia Williams | Jane Fairfax   |